# Rudolf Hinterdorfer
Rudolf Hinterdorfer (* 16. November 1947 in Seewalchen am Attersee/Oberösterreich) ist ein österreichischer Komponist.

## Leben
Rudolf Hinterdorfer war Sängerknabe in der Benediktinerabtei Michaelbeuern und besuchte später das Musisch-pädagogisches Gymnasium in Linz.
Er studierte an der Anton Bruckner Privatuniversität in Linz Klavier bei Nikolaus Wiplinger, Tonsatz sowie Komposition bei Helmut Eder. In den Jahren 1969 bis 1976 studierte er an der Universität für Musik und darstellende Kunst Graz Dirigieren bei Milan Horvat und Komposition bei Iván Eröd. 1976 schließt er hier sein Studium mit Auszeichnung ab und erhält den Würdigungspreis des Bundesministers für Wissenschaft und Forschung.
Hinterdorfer ist Gründungsmitglied von AMBITUS – Gruppe für neue Musik (Wien) und Mit-Organisator zahlreicher Veranstaltungen mit zeitgenössischer, vornehmlich österreichischer Musik (seit 1991). Er lebt seit seiner Pensionierung in Seewalchen am Attersee und arbeitet auch als Maler und Objektkünstler; er war Musikpädagoge und Chorleiter in Wien.

## Auszeichnungen
- 1976: Würdigungspreis des Bundesministeriums für Wissenschaft und Kunst[3]
- 1976: Arbeitsstipendium des Landes Oberösterreich[4]
- 1990: Staatsstipendium der Republik Österreich[3]
- 1992: Anerkennungspreis des Amtes der Niederösterreichischen Landesregierung[2]
- 1995 1. Preis beim Kompositionswettbewerb des Konservatoriums der Stadt Wien für Streichorchester („Bittere Blume“)

## Werke (Auswahl)

### Ensemblemusik
- Ein "Gassenhauer" Streichquartett-Satz – Quartett für zwei Violinen, Viola und Violoncello (1972/99)[5]
- Trio-Fantasie – Klaviertrio (1987/1990)[5]
- Früh-Stück – Rondo für Violine, Violoncello, Kontrabass, Klarinette und Klavier (1988/1994)[5]
- Quartett für Flöte, Posaune, Kontrabass und Schlagwerk (1991)[5]
- Adagio für Violoncello und Klavier (1991)[5]
- "... es sind noch Lieder zu singen jenseits der Menschen." – für Saxophon, Viola, Kontrabass und Schlagzeug (1994)[5]
- Bittere Blume – Saxophonquartett (1994) Dobl. 05 476
- Holzwerk - Blockflötenquartett (8 Instrumente alternierend) (1995) Dobl. 04 479
- Kerberos – Trio für Violine, Viola und Violoncello (1995/02)[5]
- "Der Mond hüllt sich in grüne Schleier" – Fünf Verwandlungen für Posaune, Kontrabass und Vibraphon (1996)[5]
- Tango - für Violine, Kontrabass und Klavier (1997)
- "...bis in die Höhen drang dein Schall" Posaunenquartett (nach einem Lied der Hildegard von Bingen) (1997) Dobl. 06 364
- Ischarioth - für Streichquintett (2004)
- Terracotta – Concertino per 4 Violini (2000)[5]
- IL CANTO DEL CIGNO - Cinque cantici per archi (Bearbeitung von "nimm mich leise hinein") (2002)
- The Lilac Lake (Fanfare) - für Blechbläserensemble (2003)
- Am Attersee - Trio für Klarinette (B), Violine und Klavier (2004) - für Violine, Alt-Sax (Es) und Klavier (2020) - für Flöte, Vibraphon und Klavier (2021)
- ... vom Nichts her, ein Wurfholz... fünf "Gedanken" für Violine und Violoncello (nach Textfragmenten aus dem Gedicht Aber von Paul Celan) (2004)
- PATAGONIA oder Ein Augenblick - tief und weit wie das Meer - für Streichquartett (2005)
- "Mödlinger Tango" - für Trompete, Violine, Violoncello und Klavier (Bearbeitung von Tango 1997) (2006), für Oboe, Violine, Violoncello und Klavier (2018)
- GIULLI - BLUES - acht Verwandlungen für BassKl., Kb., Schlgzg. und Klavier (Bearbeitung von "Der Mond hüllt sich in grüne Schleier) (2006)
- DIE LAMPE, ZERSCHLAGEN Holzbläser-Quintett (2007)
- SONANZEN I fünf Bicinien für Violine und Viola (2007)
- VINOBILE - ein "Gaumen-Potpourri" für Brass-Quintett (2008)
- ...verflammt sind die Fackeln... für Trompete, Bassklarinette, Marimbaphon, Violine und Kontrabass (2012)
- SONANZEN II - fünf Bicinien für Violinen (2013), Transkription für zwei Violen (2016), Transkription für Viola und Violoncello (2023)
- la pluie - prélude auf ein foto von Maria Frodl - für Violine und Klavier (2014)
- "g'mischter Satz" - Sextett für Flöte, Bassklarinette (B), Posaune, Violine, Viola und Violoncello (2015)
- "ROSENWIND" fünf TRICINIEN für Flöte, Klarinette und Fagott (2016)
- "STERNENSTAUB" für Marimba & Percussion (3 Spieler) und Viola (2018)
- SONANZE IV - fünf BICINIEN für Viola da Gamba und Trompete (2023), für Viola d. G. und Oboe (2023), für Viola d. G. und Alt-Sax (2024), für Viola d. G. und Traversflöte (2o25)

### Orchestermusik
- Herr, bleibe nicht stumm – Psalmenkantate für Bariton, Chor und Orchester (1982–1983)[5]
- Gebet um Frieden – (Psalmen-)Kantate für Bariton, Chor und Streichorchester (1986/02)[5]
- (Spiegel-)Wellen … alles fließt ... – Für Streichorchester (1993)[5]
- "Es ist Zeit, dass es Zeit wird" - Zwölf Stationen nach Gedichten von PAUL CELAN für Sopran, Rezitation (Sprecherin, Sprecher), Chor, Kammerorchester und Schlagwerk (1993)
- Bittere Blume – für Streichorchester (1994)[5]Dobl. (Leihmaterial)
- "nosferatu, hampelmann" - (elf "kleene hackebeilchen") Kantate für Sopran, Tenor, Kinder- und gem. Chor und Instrumente, aus "Die Kindergedichte" von H.C. Artmann (1996)
- Ischarioth - im Gedenken an Judas Ischarioth für Streichorchester (1999/04)
- SAX for DAX – Konzert für Tenor-Saxophon und Ensemble (2005/06/09)[5]
- COSE DI SENTIMENTI - Konzert für Fagott und Kammerensemble (2006)
- KADOSH - 14 jüdisch-hebräische LIEDER für Stimme, Flöte und Streicher (Arrangements) (2010)
- REIGEN - für Blasorchester (2011)

### Vokalmusik/Solomusik
- 3 CHORAL-VARIATIONEN FÜR ORGEL (Ich will, solang ich lebe - Heinrich Schütz) (1978)
- poem - six pieces for piano (1978/12)
- "Abschiedszeilen" fünf Lieder für Sopran und Klavier nach Texten von Richard Bletschacher (1987)
- Nachspiele - fünf kurze "Erinnerungen" für Violine (1987)  Dobl. 03 072

- Drei Lieder für 4stg. gem. Chor – nach Texten von Eduard Mörike (1980–1988)[5]
- Sieben Variationen – für Oboe (1988–1990)[5] Dobl. 05 206
- MESSE 4-8 stg. gem. Chor (deutsch)
- "Du bist ein Mensch" – Sieben Lieder für Bariton und Klavier nach Texten von Andrea Pötschacher (1991)[5]
- "nimm mich leise hinein" - fünf Lieder für Sopran und Streichtrio nach Texten von Georg Ihmann (2002)
- LUD' ARCO (...O UD. 'LACR.) Madrigal nach Texten von Gesualdo da Venosa ("dolcissima mia vita") und Thomas Bernhard (aus "in hora mortis"), Sopran, Alt, Tenor, Bass + Sopran, Bariton & Violoncello (2004)
- EIN(-)AKT(-ER) Skizze für Klavier (2005)
- ROSEN(BLÜTEN)BLÄTTER - sechs >Umspielungen< des "EINEN EINZIGEN KREISES" für Violoncello (2006)
- SONATA für Violine (2007)
- Denk Mal: - nach Texten von Anton G. Leitner für Stimme (Sopran) und Ensemble (2009)
- DICH habe ich mir selbst zugefügt (nach "Go, crystal tears . . . von John Dowland) - Text von Andrea Heuser (aus: "vor dem verschwinden" - Gedichte 2008), für 6stg. Vokalensemble & Hackbrett (2009)
- "ins ohr verleibt" - nach Texten von Andrea Heuser (aus: "vor dem verschwinden" - Gedichte 2008), 16 Aphorismen für Stimme (Sopran) und Ensemble (2010)
- "ins ohr verleibt" II für Stimme, Gitarre und Streicher (2010/17)
- Drei Chorlieder nach Texten von H.C. Artmann für 4stg. gem. Chor (SSAB oder SATB) (2010)
- Stille. Nacht Text von Anton G. Leitner für Stimme (Sopran) und Ensemble (2011)
- CORINNA für Viola da Gamba (2012)
- FRANCESCO PETRARCA - CANZONIERE - Liebesgedichte an Laura - CCXXX - "ich weint', itzt sing ich" (Übersetzung: Karl Förster) vocal 5stg. (2012)
- FRANCESCO PETRARCA - SONETTO CLXV vocal 5stg. (2012)
- zwischen gärten - notizen - Text von Semier Insayif (aus: "bodenlos" -Gedichte) 16 eintragungen - für Stimme und Streichquartett (2014)
- Drei Lieder für Mädchenchor (3stg.) nach Texten von Friedl Hofbauer (2015)
- SONATA für ORGEL (Preludio-Adagio-Toccata) (2015)
- unerhört - Text Semier Insayif ("Fadensonnenprojekt") - für 5stg. Vocalensemble und Streichquintett (2015)
- Ständchen (für U.B. - zum 26.11. 2o15) für Violine (Miniaturenprojekt) (2015)
- WAS WISSEN wir Menschen schon von Blumen . . . Text von Andrea Heuser a) für Stimme, 2 Violinen und Kontrabass, b) für Stimme, 2 Violinen und Violoncello (2017)
- "Dunkles zu sagen" - fünf Madrigale nach Texten von Ingeborg Bachmann für 4/5stg. gem. Chor (2001–2017)
- schatten & sonnen - zwölf (österr.) Haiku von H.C Artmann für Stimme und Gitarre (2017)
- ABEND - Text von Alois Hergouth (aus: slatka gora - der süße Berg - Gedichte 1974) für 5stg. gem. Chor (2017)
- so weiß ich nicht . . . ? Text von Semier Insayif, aus "herzkranzverflechtung" Sonette XIII-XIV für Countertenor, und Ensemble (2022)
- Fantasie (poem-paraphrase) für Klavier (2023)